# Diedro (aeronautica)

Descrizione degli effetti dell'angolo di diedro in aeronautica.

Si definisce angolo di diedro l'angolo formato, sul piano orizzontale, tra le due semiali o i piani orizzontali di coda di un velivolo.
La stabilità aerodinamica dovuta alla variazione dell'angolo di diedro venne descritta per la prima volta dal pioniere dell'ingegneria aeronautica Sir George Cayley nel 1808-09, e spiega l'importanza che ricopre nella capacità di contrastare lo sbilanciamento delle forze che dal rollio portano alla scivolata d'ala.
Un angolo di diedro positivo fornisce una stabilità aerodinamica al rollio, intesa nel senso di tendenza al mantenimento delle semiali livellate.
A seguito di una perturbazione che induca un rollio, il velivolo inizierà a scivolare dalla parte della semiala che si abbassa, dal momento che la forza peso non è più perfettamente bilanciata dalla portanza. Questo movimento di scivolata induce un flusso di aria trasversale al velivolo che si andrà a comporre con il flusso dovuto all'avanzamento del velivolo. A causa della differente geometria delle semiali dovuta all'angolo diedro, la corrente risultante che investe la semiala che si è abbassata avrà un angolo d'attacco maggiore rispetto a quello della semiala opposta. Di conseguenza la portanza sviluppata dalla semiala che si è abbassata sarà maggiore di quella sviluppata dall'altra, provocando un momento lungo l'asse longitudinale che tende a riportare il velivolo con le ali livellate. Nella realtà l'effetto dell'angolo di diedro sulla stabilità è molto più complesso, perché risulta dall'accoppiamento dei due moti di rollio e d'imbardata.
Un angolo di diedro negativo ha l'effetto opposto e viene utilizzato per aumentare l'agilità al rollio dell'aeroplano, rendendolo però instabile. Esempi si possono trovare su aerei quali il MiG-15 o l'F-104.

## Galleria d'immagini

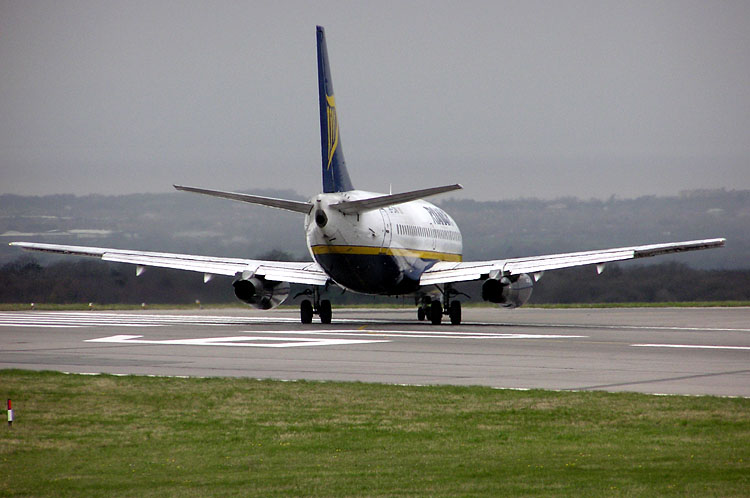
L'angolo formato dalle ali e dai piani di coda di un aereo, visibili su un Boeing 737 della Ryanair, sono chiamati angolo diedro.
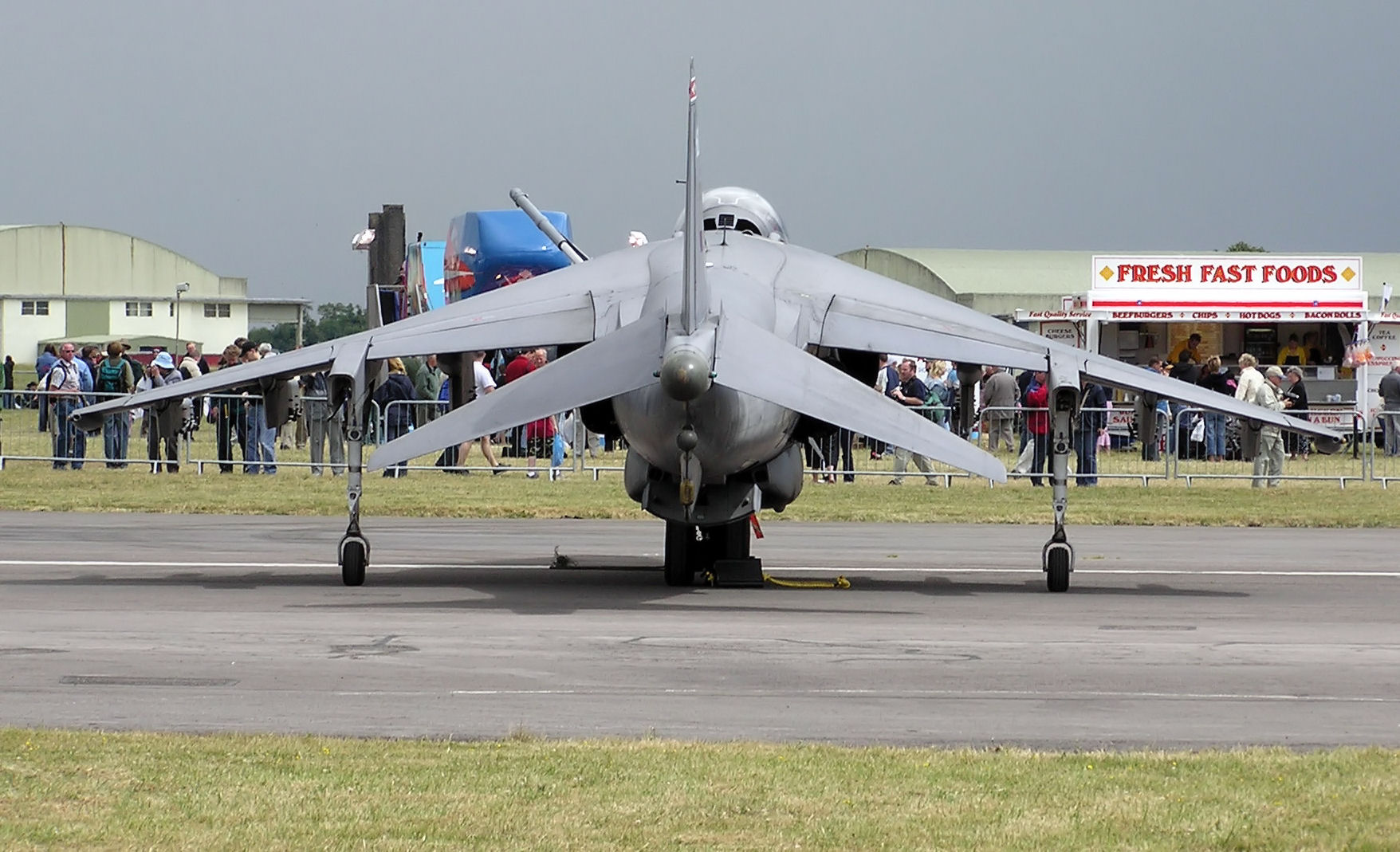
Ali e piani di coda ad angolo diedro negativo di un Harrier GR7A.
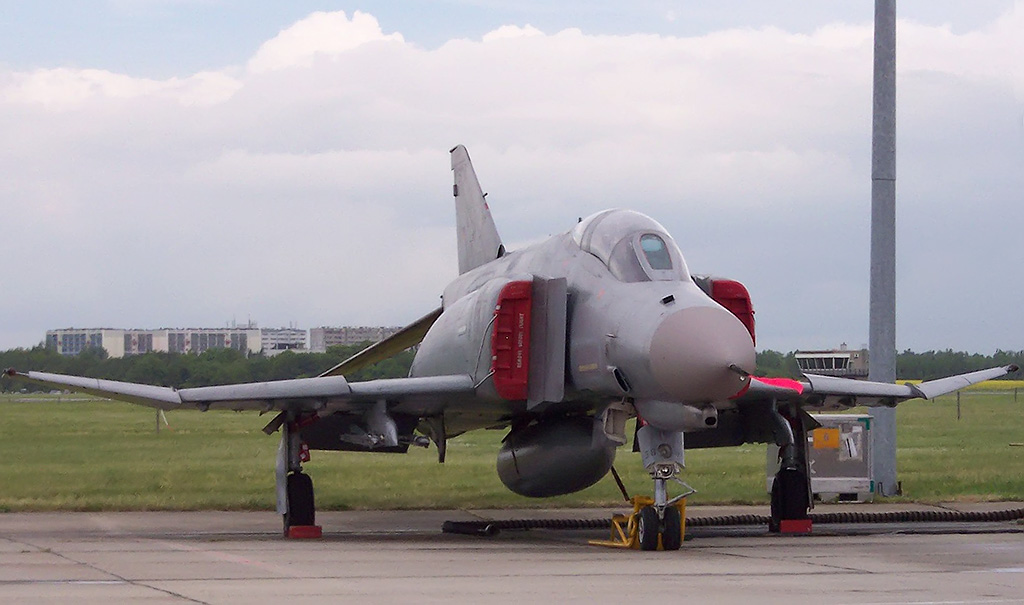
Ali ad estremità rialzate utilizzate dal McDonnell Douglas F-4 Phantom II.